# Федоров Юрій Іванович
Юрій Іванович Федоров (рос. Юрий Иванович Фёдоров; 8 червня 1949, м. Ульяновськ, СРСР) — російський радянський хокеїст, захисник. Заслужений майстер спорту (1978).

## Життєпис
Вихованець хокейної школи «Торпедо» (Ульяновськ). Виступав за «Торпедо» (Ульяновськ) — 1967—69 рр., ЦСКА (Москва) — 1969—70 рр., «Звезда» (Чебаркуль) — 1970—71 рр., «Торпедо» (Горький) — 1971—85, 1987—88 рр.
В чемпіонатах СРСР провів 589 матчів, 102 голи.
За версією інтернет-видання «Sports.ru» входить до символічної збірної «Торпедо» радянської доби: Коноваленко, Федоров — Жидков, Скворцов — Ковін — Варнаков.
У складі національної збірної СРСР учасник чемпіонатів світу 1975 і 1978 (16 матчів, 1 гол).

## Досягнення
- Чемпіон світу (1975, 1978)
- Володар кубка виклику 1979
- Член клубу Миколи Сологубова.

## Нагороди
- Заслужений майстер спорту (1978)
- Нагороджений медалями «За трудову доблість» (1978) і «За трудову відзнаку» (1975).

## Тренерська кар'єра
- Тренер-консультант «Одзі Сейсі» (Томакомай, Японія) — 1985—1987.
- Головний тренер «Торпедо» (Горький)/(Нижній Новгород) —1988—1991, 1993—1996.
- Головний тренер «Торпедо-2» (Нижній Новгород) — 1996—2000, 2001—2002.
- Головний тренер «Торпедо» (Нижній Новгород) — 2000—грудень 2001.
- Тренер СДЮШОР «Торпедо» (Нижній Новгород) — 2002—2008.
- Головний тренер ХК «Владимир» — 2008—2010.